# Apuleius Celsus
Apuleius Celsus (1. Hälfte des 1. Jh. n. Chr.) war ein römischer Arzt aus Centuripe. Er praktizierte und lehrte in Rom.

## Zeitliche Einordnung
Seine Schüler waren Vettius Valens († 48, hingerichtet), Arzt am Hof des Kaisers Claudius (10 v. Chr. – 54 n. Chr.) und der Gattin Valeria Messalina, außerdem Scribonius Largus, ebenfalls Arzt zur Zeit des Claudius.

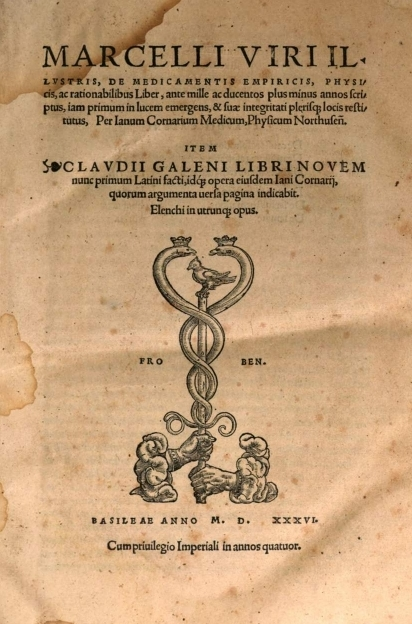
Cornarius (Ed.), Marcelli liber (1536)

## Leben und Werk
Seine Vita und sein Werk sind unbekannt. Auf alle Fälle gehörte er zu der ersten Gruppe römischer Ärzte, die auf lateinisch schrieben und damit die Dominanz der griechisch schreibenden hellenistischen Ärzte durchbrach. Der spätrömische Autor Marcellus bestätigt dies im Vorwort seiner Medikamentensammlung: Nicht nur die alten – freilich nur die in lateinischer Sprache geschriebenen – Autoren der Medizin, eines Gebietes, dem beide Plinii, Apuleius Celsus, Apollinaris … ihre Arbeit gewidmet haben, habe ich bei der Lektüre durchforscht, sondern auch … Siehe Quellen: Niedermann, Seite 3.

## Zwei Rezepte
Scribonius Largus überliefert von ihm zwei Rezepte samt den dazu verwendeten Arzneimitteln, eins gegen Husten und eins gegen Tollwut. Dazu kommen spärliche Angaben zu seinem Leben und seiner beruflichen Tätigkeit, aus denen sich seine zeitliche Einordnung und sein Geburtsort erschließen lassen (siehe oben).
Gegen Husten: Es war ein Arzneimittel des Apuleius Celsus, des Lehrers von Valens und von mir, und niemals hat er bei seinen Lebzeiten einem sein Rezept gegeben, weil er dadurch großen Ruf erhalten hatte. Kapitel 94, siehe Quellen: Schonack Seite 46–47.
Gegen Tollwut: Das Gegenmittel des Apuleius Celsus, meines Lehrers, welches er alle Jahre zusammenstellte und gewissermaßen auf Staatskosten nach Centuripae, woher er gebürtig war, schickte, weil auf Sizilien sehr viele tolle Hunde vorkommen. Kapitel 171, siehe Quellen: Schonack, Seite 78–79; Rezept dann Kapitel 173, Seite 80.

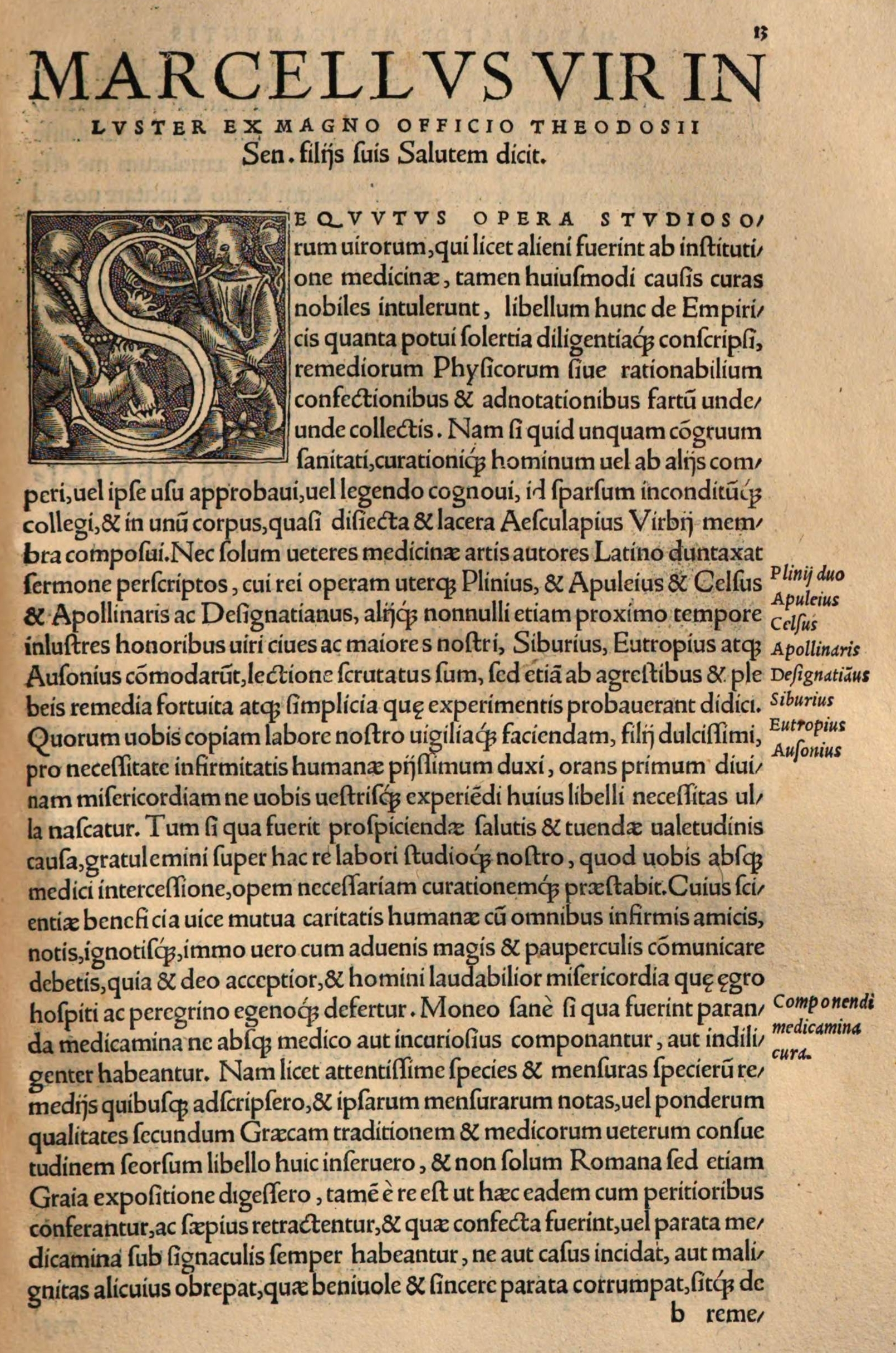
Marcelli liber (Cornarius), Seite 13

### Sekundärliteratur
- Wilhelm Schonack: Die Rezeptsammlung des Scribonius Largus, eine kritische Studie, Verlag Gustav Fischer, Jena 1912, Seite 11, 16, 17, 51.
- Paul von Rohden: Appuleius 20. In: Paulys Realencyclopädie der classischen Altertumswissenschaft (RE). Band II,1, Stuttgart 1895, Sp. 259 f.